# Friedrich Tamnau
Friedrich Tamnau (* 8. Dezember 1802 in Berlin; † 30. September 1879 ebenda) war ein deutscher Bankier, Mineraloge und Mineraliensammler, der eine zu seiner Zeit größten und bestausgestatteten Privatsammlungen von Mineralien aufbaute.

## Leben und Wirken
Tamnau war der Sohn des aus Königsberg stammenden evangelischen Kaufmann Johann Friedrich Tamnau (gestorben um 1859) und seiner jüdischen Ehefrau und wurde zur Erziehung von diesem zu Privatlehrern nach Königsberg geschickt. Er studierte an der Forstakademie Tharandt und der Bergakademie Freiberg (Mineralogie bei Friedrich Mohs). Zurück in Berlin hatte er Kontakt zu den Mineralogen Eilhard Mitscherlich, Christian Samuel Weiss und Gustav Rose und begann auf ausgedehnten Reisen (1821 Italien, 1824 Ungarn, Siebenbürgen, 1828 Skandinavien, 1835 Frankreich) mit dem Mineraliensammeln. Aufgrund von publizierten oder vor der Publikation stehenden mineralogischen Arbeiten (Kristallform von Dichroit, eine Monographie zum Chabasit, die im gleichen Jahr erschien) und Geologie von Böhmen und Siebenbürgen wurde er 1836 in Heidelberg promoviert. 1838 veröffentlichte er noch zum Gieseckit. Danach veröffentlichte er eine Weile nichts, sammelte aber mit großem finanziellen Aufwand und in Tausch mit anderen Sammlern weiter. Hauptberuflich war er weiter Kaufmann, ab Mitte der 1830er Jahre nannte er sich Bankier.
Als ihm die erste Sammlung zu umfangreich wurde, bot er sie 1829 Preußen zum Kauf an. Die Verhandlungen zogen sich aber hin, da der als Gutachter bestellte Weiss Widerstand leistete (nach Hoppe hatte er einen streitbaren Eigensinn und Tamnau war Schüler von Mohs, mit dem er in Fehde lag) und das Fehlen eines Katalogs bemängelt wurde. Schließlich kam der Kauf der rund 32.000 Stücke 1841 für die Berliner Universität (sie ist im Museum für Naturkunde Berlin) doch noch zustande. Der Kaufpreis von 18.000 Talern schien Tamnau zwar nur bei etwa der Hälfte des Werts zu liegen, er willigt aber trotzdem ein. Einen Teil (Dubletten und ausgesuchte Stücke) behielt er. Die zweite noch größere Sammlung (nach Tamnau 50.000 Stücke, im späteren Katalog sind nur rund 10.000) vermachte er der TH Berlin (damals Gewerbeakademie), die dafür einen eigenen Museumssaal errichtete (1884). Sein Sohn, der Kaufmann Johann Friedrich Adalbert Tamnau, seine Frau und seine Tochter waren schon vor ihm verstorben.
Die Tamnau-Sammlung der TH Berlin wurde 1885 von Julius Hirschwald (1845–1928) katalogisiert und wurde 1938 von der TH Berlin an die TH Darmstadt übergeben. Dubletten der Sammlung vermachte Tamnau seinem Enkel Alfred von Janson, der sie noch vermehrte auf rund 14.000 Stück und 1892 an den preußischen Staat verkaufte für die hohe Summe von 150.000 Mark (auch sie kam größtenteils an das Naturkundemuseum Berlin, aber auch nach Posen, Königsberg, Göttingen, Greifswald). Tamnau hinterließ eine Tamnau-Stiftung, die mineralogische Auslandsreisen finanzierte. Die Stiftung bestand bis 1923, als die Inflation das Restkapital entwertete.
Er war 1848 Gründungsmitglied der Deutschen Gesellschaft für Geowissenschaften und deren erster Schatzmeister, was er 22 Jahre blieb. Er war Geheimrat.
Er veröffentlichte über Mineralogie in den Annalen der Physik und (kürzere Mitteilungen) in den Mitteilungen der Deutschen Gesellschaft für Geowissenschaften.

## Tod und Grabstätte

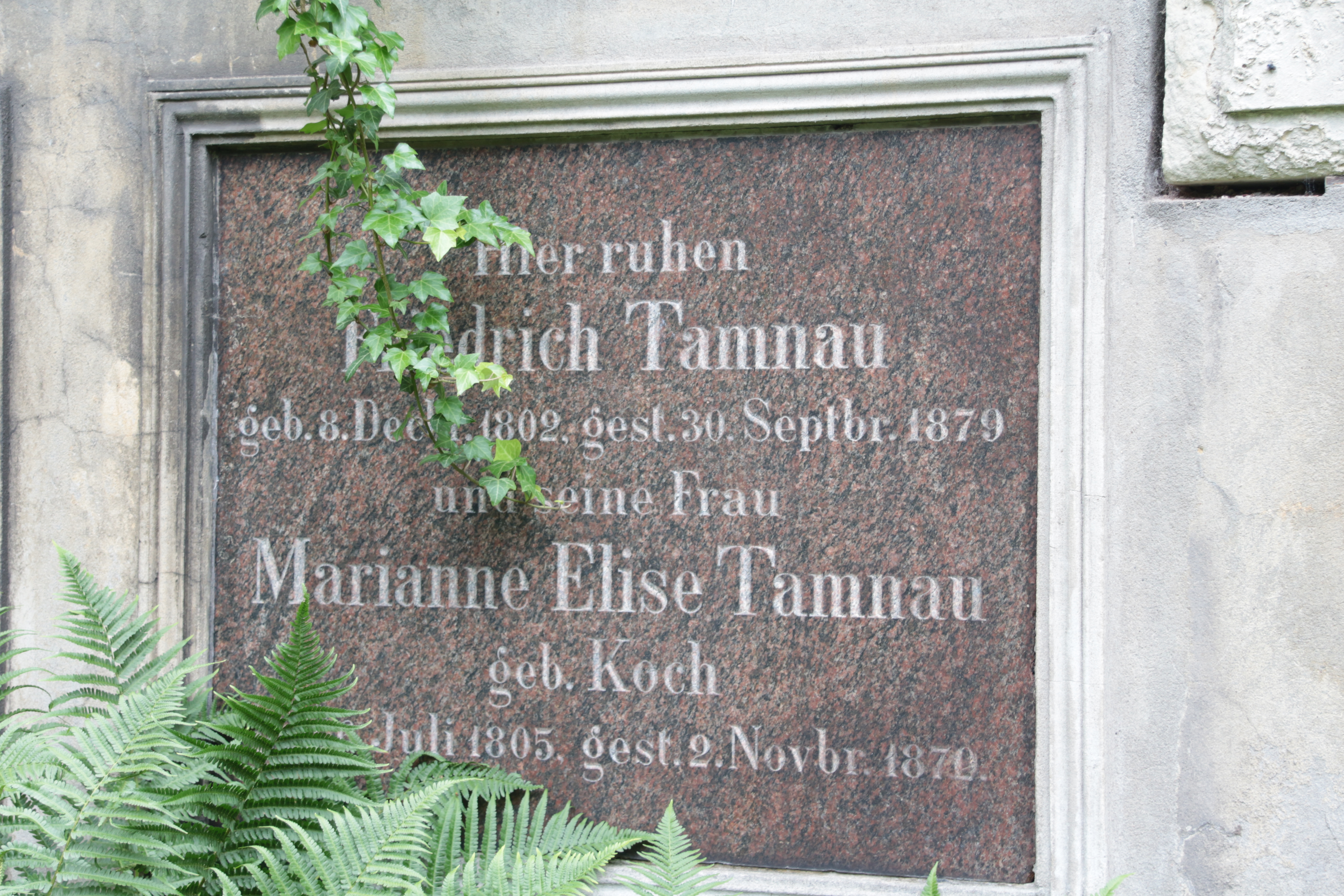
Grabinschrift für Friedrich und Marianne Elise Tamnau am Erbbegräbnis Mosisch-Tamnau-Stechow in Berlin-Kreuzberg

Friedrich Tamnau starb 1879 im Alter von 76 Jahren in Berlin. Beigesetzt wurde er in einem Erbbegräbnis auf dem Friedhof der Bethlehemsgemeinde vor dem Halleschen Tor, wo zuvor bereits sein Vater Johann Friedrich (1779–1859), seine Gattin Marianne Elise geb. Koch (1805–1870) und sein Sohn Adalbert (1827–1872) ihre letzte Ruhestätte gefunden hatten. Die Tochter Clara (1828–1865), zweite Ehefrau des Gutsbesitzers Theodor von Janson-Borken (1821–1858), starb in Wiesbaden.
Die Wandgrabanlage an der Westmauer von Feld 3 des Friedhofs war bereits 1796 für die Familie von Martin Daniel Mosisch angelegt und 1834 von der Familie Tamnau aufgekauft worden. 1883 wurde sie von der Familie Stechow übernommen, die sie für weitere Beisetzungen benutzte. Die breite, verputzte Sandsteinmauer mit großen Inschriftentafeln bekrönt ein spätbarocker Putto, der eine Urne umklammert. Vermutlich wählte erst die Familie Tamnau diesen Standort für die Skulptur, die zu den ältesten erhaltenen Werken der Sepulkralkultur auf den Friedhöfen vor dem Halleschen Tor zählt. Das Grabfeld mit darunterliegender Gruft wird von einem Gitter eingefasst.

## Schriften
- Über einige Basaltberge in Siebenbürgen. Taschenbuch fur die gesamte Mineralogie (Nebentitel Zeitschrift für Mineralogie), Jg. 1826, S. 333–339
- Über die Krystallform des Dichroits. In: Annalen der Physik und Chemie, 12, 1828, 495–499.
- Über die geognostischen Verhaltnisse der Gegend um Rodna in Siebenbürgen. Neues Jahrbuch für Mineralogie, Geognosie, Geologie und Petrefaktenkunde, Jg. 1836
- Monographie des Chabasits. In: Neues Jahrbuch für Mineralogie, Geognosie, Geologie und Petrefaktenkunde, 1836
- Über den Serpentin von Snarum in Norwegen. In: Annalen der Physik und Chemie, 42, 1837, S. 462–468.
- Über das Vorkommen des Gieseckits und uber die Identität desselben mit dem Eläolith und Nephelin. In: Annalen der Physik und Chemie, 43, 1838, S. 149–153.
- Über den Aegyrin. In: Annalen der Physik und Chemie, 48, 1839, 500.
- Über den Leukophan. In: Annalen der Physik und Chemie, 48, 1839, S. 504.